# جرادو (الكاف)
جرَادُو قرية تقع في معتمدية ساقية سيدي يوسف بولاية الكاف بالشمال التونسي.

### مواضيع ذات علاقة
- معتمدية ساقية سيدي يوسف.
- ولاية الكاف.

1. ↑  "المناطق الترابية (العمادات) حسب الولايات والمعتمديات". اطلع عليه بتاريخ 2024-11-30.